# 斯維·奧德華·莫恩
斯維·奧德華·莫恩（挪威語：Svein Oddvar Moen，1979年1月22日—）是挪威的足球裁判。他於1995年成為球證，後在2003年取得為挪威超級聯賽執法的資格。兩年後，又考獲國際足協的國際裁判資格，得以為國際比賽執法。
2011年，他為2011年U17世界盃的決賽執法。2012年至13的球季，他為5場的歐冠賽事裁決，其中包括3場的分組賽和兩場的淘汰賽。同時，他還是倫敦奧運會的球證之一。在這屆賽事中，他為兩場分組賽執法。2013年，他為三場世界盃外圍賽執法，在捷克對意大利的賽事中，他把逐離場。2014年世界盃，他在瑞士對厄瓜多爾的分組賽出任第四球證。

## 資料來源
1. ↑  .   [2014-06-16]. （原始内容存档于2016-03-05）.
2. ↑  .   [2014-06-16]. （原始内容存档于2019-08-14）.
3. ↑  .   [2014-06-16]. （原始内容存档于2016-03-04）.
4. ↑   (PDF).   [2014-06-16]. （原始内容 (PDF)存档于2014-06-30）.